# Drassanes (metropolitana di Barcellona)
Drassanes è una stazione della L3 della metropolitana di Barcellona situata sotto il Portal de Santa Madrona nel distretto della Ciutat Vella di Barcellona. La stazione si trova nelle vicinanze del Porto di Barcellona, del monumento a Cristoforo Colombo e delle Drassanes Reials de Barcelona.
La stazione è stata inaugurata nel 1968 come parte dell'allora Linea III con il nome (in castigliano) di Atarazanas. Nel 1982 con la riorganizzazione delle linee la stazione assunse l'attuale denominazione in catalano.
Recentemente ha subito lavori di ristrutturazione per renderla accessibile alle persone con ridotta capacità motoria attraverso l'installazione di ascensori.